# كلية الصيدلة

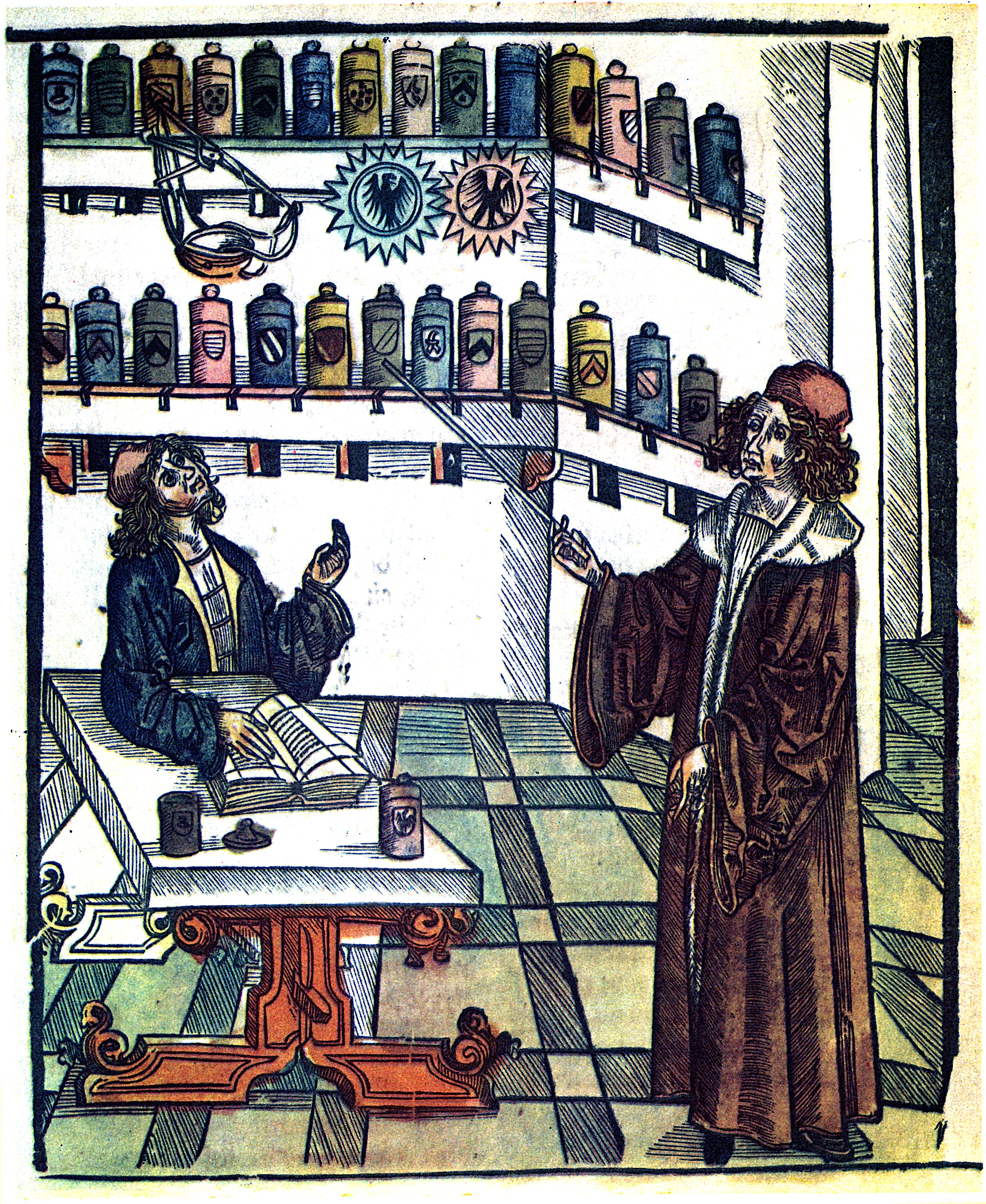

 كلية الصيدلة  هي كلية ذات تخصص أو منهج أو تدريس معين. وهو الصيدلة فقط بغض النظر عن مشتقات الطب الأخرى. لكنها في نفس الوقت، تشتمل على علم مادة الكيمياء والتخصصات الطبية الأخرى مثل الصيدلة الإكلينيكية وصيدلة المستشفيات والصيدلة الصناعية والرقابة النوعية والنباتات الطبية وتحليل الأدوية والسموم والدواء: التحليل الإكلينيكي. ممارسة صيدلية المستشفيات وغيرها وذات تطور منهجي مصنعي مستمر.

## تاريخ أول كلية صيدلية

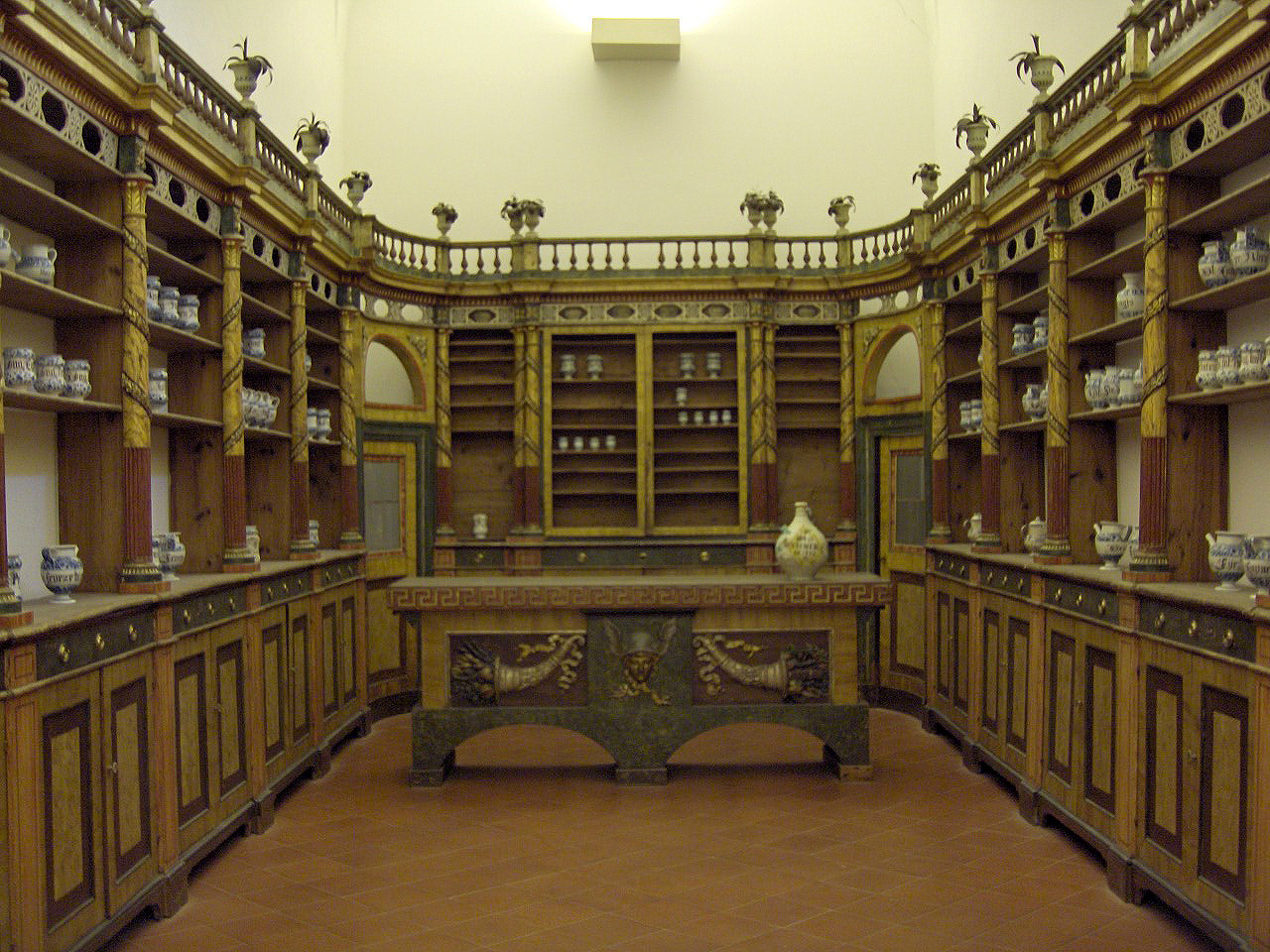
حج 30 بك

(لاتينية: كوليجيوم) هي مؤسسة تعليمية أو جزءا أساسيا من مؤسسة تعليمية. استخدام لفظة كلية يختلف في الدول الناطقة باللغة الإنكليزية. ويجوز للكلية أن تكون على درجة، منح التعليم العالي كمؤسسة تعليمية، وهي مؤسسة داخل الجامعة الاتحادية، وهي مؤسسة تقدم التعليم المهني، أو المدارس الثانوية.
في الولايات المتحدة وأيرلندا، «الكلية» و«جامعة» فضفاضة قابلة للتبادل، [ 1 ] في حين أنه في المملكة المتحدة، نيوزيلندا، أستراليا، كندا وغيرها من كومنولث الدول، «كلية» قد تشير إلى ثانوية أو المدرسة الثانوية، وهي كلية مواصلة التعليم، مؤسسة التدريب التي تمنح مؤهلات التجارة، أو مدرسة المكونة داخل الجامعة.

لا يعرف حاليا أول بالتدقيق الصحيح أول كلية أنشأة في الدول حاليا أو في العصور القديمة.
- الصيدلة الإكلينيكية: صيدلة المستشفيات.
- الصيدلة الصناعية: الرقابة النوعية.
- النباتات الطبية: تحليل الأدوية.
- السموم والدواء: التحليل الإكلينيكي.
- ممارسة صيدلية المستشفيات.

## منهج كلية الصيدلة

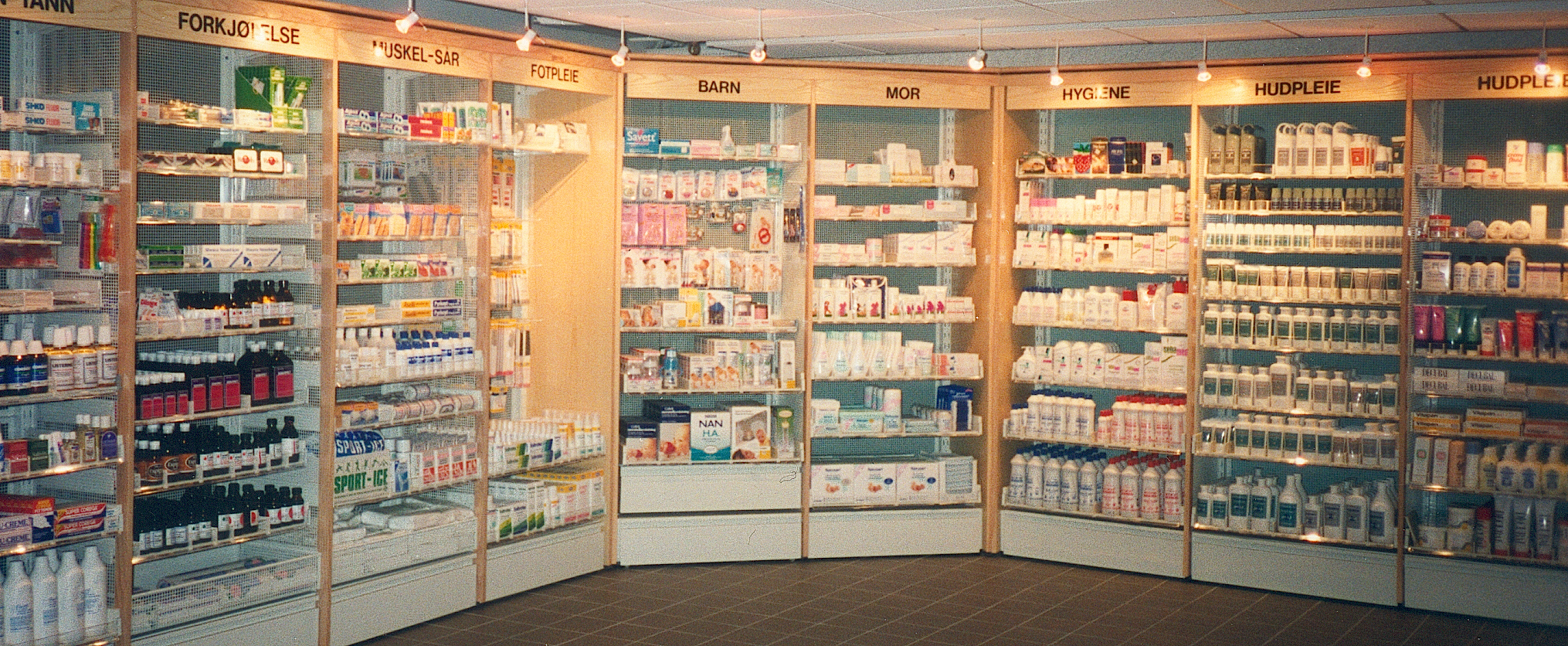

- تحضير وتأهيل صيادلة متميزين ليكون لهم دور فعال في الخدمات العلاجية والرعاية الصحية.
- إعداد خريجين مؤهلين تأهيلا عاليا، حيث يكون لهم القدرة على تطبيق الممارسات الصيدلية وفقاً للمعايير العالمية.
- إجراء أبحاث مبتكرة ودراسات علمية في مجال العلوم الصيدلية الأساسية التطبيقية.
- تقديم خدمات للمجتمع بمشاركة مهنية متخصصة في الرعاية الصحية.
- إجراء أبحاث مبتكرة ودراسات علمية في مجال العلوم الصيدلية الأساسية التطبيقية.

## تصينف الكليات
في تصنيف كارنيجي في مؤسسات التعليم العالي هو إطار لتصنيف، أو تجمع والكليات والجامعات في الولايات المتحدة. والغرض الرئيسي من هذا الإطار هو للبحوث التربوية والتحليل، حيث غالبا ما يكون من المهم تحديد مجموعات المؤسسات مقاربا. [ 1 ] وتصنيف يشمل جميع المعتمدة، درجة منح الكليات والجامعات في الولايات المتحدة التي تمثلت في المركز الوطني لإحصاءات التعليم ما بعد الثانوي التعليم المتكامل بيانات النظام (IPEDS).
تم إنشاء تصنيف كارنيجي من قبل مؤسسة كارنيغي للنهوض التدريس (المشار إليها باسم «مؤسسة كارنيغي») في عام 1973، صدرت تقارير في تلك السنة، 1976، 1987، 1994، و 2000. وإعادة صياغة التقرير الأخير الذي صدر في عام 2005، إلى حد كبير نظام التصنيف. لأنه يقوم على بيانات من السنوات الدراسية 2002-2003 و 2003-2004.